# Salto Central
El salto Central es una cascada ubicada en el municipio de San Antonio, Provincia de Misiones, Argentina. Está ubicado a 5 kilómetros de San Antonio, y cuenta con un balneario y exuberante vegetación. El salto tiene una altura de 8 metros y un ancho de 10 metros.
- Datos: Q6117529